# Bajland
Bajland – polska tragikomedia z roku 2000 w reżyserii Henryka Dederki i z jego scenariuszem; pamflet na politykę i osoby, które się nią parają. Twórca filmu otrzymał za niego „Srebrny Granat” na Festiwalu Filmów Komediowych w Lubomierzu. Został też laureatem konkursu Hartley-Merrill Award (II nagroda) za scenariusz.

## Fabuła
Jan Rydel (Wojciech Pszoniak) jest pretendentem do urzędu prezydenta RP. Jest skonfliktowany z dziennikarzami telewizyjnymi, a kiedy w końcu udaje mu się dostać na antenę, siada tyłem do kamery. Notowania ma jednak wysokie.
Wkrótce Rydel dowiaduje się od swego przyjaciela lekarza, że jest bardzo poważnie chory, praktycznie nie ma szans na wyleczenie. Postanawia zrezygnować z kandydowania na prezydenta, uzasadniając to głębokim rozczarowaniem nauką, kulturą itp., i rozdać mieszkania wybudowane na potrzeby kampanii wyborczej. Oczywiście chętnych na mieszkania jest o wiele więcej niż lokali. Rydel postanawia więc, że otrzymają je ci, którzy potrafią uzasadnić, że mieszkania faktycznie potrzebują. Tu jednak spotyka go kolejne rozczarowanie – wypowiedzi potrzebujących stale go nudzą. Sympatię Rydla zdobywa tylko Józef Horoszko (Olaf Lubaszenko), z którego były kandydat na prezydenta robi swego asystenta. Ponadto jemu i jego żonie Katarzynie (Karolina Rosińska) zapisuje swój majątek. Testament zawiera jeszcze dodatkowe polecenia.

## Obsada
- Wojciech Pszoniak jako Jan Rydel, kandydat na prezydenta
- Olaf Lubaszenko jako Józef Horoszko, asystent Rydla
- Magda Teresa Wójcik jako Jasnorzewska, gospodyni Rydla
- Emil Karewicz jako Ignacy, lokaj Rydla
- Karolina Rosińska jako Katarzyna, żona Józefa
- Olgierd Łukaszewicz jako Malarz Szagal, przyjaciel Horoszków

oraz:
- Marek Barbasiewicz jako Lekarz, przyjaciel Rydla
- Joanna Benda jako Dziennikarka
- Iwona Bielska jako Pani Plater
- Marcin Bisiorek jako Sprawozdawca radiowy
- Alicja Cichecka jako Narzeczona
- Szymon Dederko jako Bezdomny na dworcu
- Mirosław Drzewiecki jako on sam
- Lech Dyblik jako Człowiek z zegarem
- Marek Frąckowiak jako Dziennikarz tv
- Agnieszka Greinert jako Dziewczyna starająca się o dom
- Adrianna Gruszka jako Laborantka
- Maryla Kalinowska jako Pani Grabska
- Bogdan Kalinowski jako Pan Grabski
- Jerzy Kamas jako Wysocki, szef komitetu
- Irena Karel jako Reporterka radiowa
- Marek Kasprzyk jako Kandydat
- Wojciech Kawecki jako Bezdomny
- Warszosław Kmita jako Szymon Wiśniowiecki, kandydat na prezydenta
- Beata Kolak-Kuzdak jako Kobieta z krzyżem
- Katarzyna Kwiatkowska jako Dziewczyna sprawozdawcy
- Liroy jako Psychiatra
- Maciej Małek jako Ksiądz na pogrzebie Rydla
- Mirosława Marcheluk jako Właścicielka mieszkania Horoszków
- Stefan Niesiołowski jako on sam
- Michał Pawlicki jako Jakubek, mieszkaniec ziemianki w lesie
- Mariusz Pilawski jako Jan Poprawa, kandydat na prezydenta
- Romuald Polowiec jako Mężczyzna
- Jan Prochyra jako Lekarz pogotowia
- Witold Pyrkosz jako Sieńko
- Sławomir Sulej jako Policjant na dworcu
- Marcel Szytenchelm jako Narzeczony
- Leszek Teleszyński jako Zbigniew Potocki, kandydat na prezydenta
- Jerzy Tyczyński jako Kopaliński
- Krzysztof Wakuliński jako Realizator tv
- Lech Wałęsa jako on sam
- Krzysztof Zaleski jako Redaktor prowadzący studio wyborcze
- Piotr Żak jako on sam

## Informacje dodatkowe
- Według reżysera premiera filmu została celowo odłożona przez dystrybutora ze względu na kampanię prezydencką[1].